# Belarmino Silvestre Torres
Belarmino Silvestre Torres (Nazaré, 31 de dezembro de 1829 — Santo Antônio da Barra, 7 de agosto de 1896) foi um padre e deputado provincial brasileiro.

## Vida
Era filho legítimo do capitão José Antônio Torres e Dona Rosália Maria de Santana.
Depois de completados os estudos no curso de humanidades abraçara a carreira eclesiástica, recebendo as ordens do plebistério em 30 de novembro de 1850, tendo sido durante o curso teológico nomeado capelão cantor da Sé pelo arcebispo da Bahia Dom Romualdo Antonio de Seixas. Ordenado padre em 1852, foi provisionado logo sub-chantre da catedral, lugar que ocupou durante cinco anos.
Por decreto imperial de 25 de dezembro de 1857 foi nomeado vigário da freguesia de Santo Antonio da Barra (atual Condeúba), da qual tomou posse em 5 de Abril de 1858.
Entregue aos cuidados pastorais da sua freguesia, o vigário Belarmino, dotado de espírito ativo trabalhador, esforçara-se sempre em bem desempenhar suas funções. Foi assim que durante 18 anos ocupou os cargos de comissário de instrução pública e inspetor literário.
Padre Belarmino Torres prestou serviços religiosos à paróquia de Santo Antônio da Barra, visitava e celebrava nas capelas existentes em vários distritos, como por exemplo: Santa Rosa (atual Guajeru), São João do Alípio (atual Presidente Jânio Quadros), Bom Jesus do Tremedal (atual Tremedal), Lagoa da Tábua (atual Piripá), Caraíbas, São Filipe (hoje distrito de Tremedal) e outras regiões.
Em 1865, durante a Guerra do Paraguai, padre Belarmino Torres prestou enormes serviços a pátria, conseguiu recrutar enormes contingentes de jovens em São Antonio da Barra e nos distrito e os enviou aos campos de batalha no sul do país.
Além da vida eclesiástica padre Belarmino teve carreira política de destaque, era filiado ao Partido Conservador, ocupou o cargo de deputado provincial durante as legislaturas de 1882 a 1883 e 1886 a 1887.
Contrariando as leis da igreja, padre Belarmino Torres uniu-se em 1854 com Dona Umbelina Emília dos Santos, viúva de José Rodrigues Coelho. Dessa união nasceram os seguintes filhos: João Nepomuceno Torres, Belarmina Augusta Torres, Tranquilino Leovegildo Torres, Américo Arnulfo Torres e Elpídio Benigno Torres.
Depois do falecimento de Umbelina, padre Belarmino uniu-se com Dona Francisca Benta de S. José, natural de Salvador, nascida em 1857 e falecida na mesma cidade a 9 de Fevereiro de 1934. Dessa segunda união nasceram os seguintes filhos: Tercília Torres, Leonídia Torres, Jovenal Torres, Brasilina Torres e Benjamin Torres.
Seus restos mortais encontram-se atrás do altar-mor da igreja matriz de Santo Antônio da Barra.